# Aspilia floribunda
Aspilia floribunda é uma espécie de  planta do gênero Aspilia e da família Asteraceae.

## Taxonomia
A espécie foi descrita em 1884 por John Gilbert Baker.
Os seguintes sinônimos já foram catalogados:  
- Viguiera floribunda  Gardner
- Aspilia gracilis  (Gardner) Baker
- Aspilia pseudoviguiera  H.Rob.
- Viguiera gracilis  Gardner
- Viguiera ramosissima  Gardner
- Wedelia pseudoviguiera  (H.Rob.) B.L.Turner
- Wedelia floribunda  (Gardner) B.L.Turner

## Forma de vida
É uma espécie arbustiva e subarbustiva.

## Conservação
A espécie faz parte da Lista Vermelha das espécies ameaçadas do estado do Espírito Santo, no sudeste do Brasil. A lista foi publicada em 13 de junho de 2005 por intermédio do decreto estadual nº 1.499-R.

## Distribuição
A espécie é endêmica do Brasil e encontrada nos estados brasileiros de Goiás, Minas Gerais, Mato Grosso do Sul, Mato Grosso, Piauí, Paraná, São Paulo e Tocantins.
A espécie é encontrada nos  domínios fitogeográficos de Caatinga, Cerrado e Pantanal, em regiões com vegetação de caatinga, cerrado e mata ciliar.